# ブール領域
ブール領域（ブールりょういき）またはブーリアン領域（英: Boolean domain）は、「偽」と「真」（真理値ないし真偽値）に対応する2つの元のみから成る集合である。
数学では、束の圏における始対象がブール領域である。記号としては {F, T} 等を当てることもあるが、真偽値から離れた議論では {0, 1} や {{\displaystyle \bot }, {\displaystyle \top }} 等を当てることもある。ブール領域は、二値ブール代数としての構造を持つ。位相幾何学における類似のオブジェクトとして、2つの元からなる位相空間であるシェルピンスキー空間がある。
コンピュータプログラミング言語には、これに相当するブーリアン型があるものが多いが、C言語のように数値の0と1で代用している言語も多い。詳細はブーリアン型の記事を参照。